# 布鲁马杜
布鲁马杜是巴西巴伊亚州的一个市镇。总面积2166.532平方公里，总人口69473人，人口密度29.8人/平方公里。